# Maik
Maik [ˈmɑi̯k] ist ein männlicher Vorname.

## Herkunft und Bedeutung
Beim Namen Maik handelt es sich um eine Variante des Vornamens Meik, für den zwei Herleitungen existieren.
Einerseits handelt es sich um eine niederdeutsche und friesische Kurzform von Meineke, der eine Koseform von Meino und anderen Namen, die mit Mein- beginnen, darstellt. Diese werden aufs Element magn „Stärke“, „Kraft“, „Macht“ zurückgeführt.
Andererseits handelt es sich um eine eingedeutschte Schreibweise des Namens Mike, einer englischen Kurzform von Michael.

## Verbreitung
In den Niederlanden gewann der Name Maik in den 1970er Jahren an Popularität. Vor allem in den 1990er und frühen 2000er Namen war er dort verbreitet. Schließlich verlor er jedoch an Beliebtheit und geriet in den frühen 2010er Jahren außer Mode.
Für die Verbreitung in Deutschland lässt sich kein klares Bild gewinnen, da er in der Statistik gemeinsam mit den Namen Meik und Mike behandelt wird. Diese Namen waren vor allem von den 1960er bis 1990er Jahren beliebt. In diesem Zeitraum zählten sie zu den 100 beliebtesten Vornamen. In den 2000er Namen verlor der Name an Popularität und geriet schließlich außer Mode. Der Name Maik ist dabei besonders in Niedersachsen beliebt. Ein deutscher Maik ist im Durchschnitt 44 Jahre alt. Zwischen 2010 und 2024 wurde der Name etwa 2400 Mal als erster Vorname vergeben.

## Varianten
Varianten des Vornamens Maik sind die folgenden:
- Meik
- Maick
- Meck
- Majk
- Mayk
- Maick
- Maic

Die weiblichen Varianten des Namens lautet Meike.
Für Varianten von der englischen Kurzform: siehe Michael#Varianten

## Namensträger
- Maik Albrecht (* 1981), deutscher Kampfsportler
- Maik Arnold (* 1978), deutscher Professor für Sozialmanagement
- Maik Außendorf (* 1971), deutscher IT-Unternehmer und Politiker (Bündnis 90/Die Grünen)
- Maik Baier (* 1989), deutscher BMX-Radsportler
- Maik Baumgarten (* 1993), deutscher Fußballspieler
- Maik Beermann (* 1981), deutscher Politiker (CDU), MdB
- Maik Stephan Behrendt (* 1980), deutscher Schauspieler und diplomierter Medienökonom
- Maik Berger (* 1984), deutscher Basketballtrainer und -spieler
- Maik Bialk (* 1976), deutscher Filmregisseur, Autor, Journalist und Entwickler von Doku- und Digital-Formaten
- Maik Blankart (* 1992), deutscher Eishockeyspieler
- Maik Brüggemeyer (* 1976), deutscher Journalist, Kritiker, Übersetzer und Autor
- Maik Bullmann (* 1967), deutscher Ringer und Trainer
- Maik Bunzel (* 1984), deutscher Rechtsanwalt und neonazistischer Aktivist
- Maik Cibura (* 2002), deutscher Schauspieler
- Maik Cioni (* 1979), deutsch-italienischer Radrennfahrer und Wasserballspieler
- Maik Damboldt (* 1964), deutscher Tänzer, Ballettmeister und Choreograph
- Maik Dietz, deutscher Biathlet (DDR)
- Maik Eckhardt (* 1970), deutscher Sportschütze
- Maik Eminger (* 1979), deutscher Rechtsextremist
- Maik Franz (* 1981), deutscher Fußballspieler
- Maik Galakos (* 1951), griechischer Fußballspieler und -trainer
- Maik Georgi (* 1988), deutscher Fußballspieler
- Maik Göpel (* 1963), deutscher Musiker, Liedermacher und Autor
- Maik Gosdzinski (* 1980), deutscher Gospel-Musiker, Pianist, Sänger, Komponist und freiberuflicher Popkantor
- Maik Großekathöfer (* 1972), deutscher Journalist
- Maik Hahn (* 1968), deutscher Handballtrainer und Handballspieler
- Maik Hamburger (1931–2020), deutscher Übersetzer, Publizist und Dramaturg
- Maik Hammelmann (* 1981), deutscher Handballtorwart, -trainer und -manager
- Maik Hammerschmidt (* 1973), deutscher Wirtschaftswissenschaftler und Hochschullehrer
- Maik Handschke (* 1966), deutscher Handballspieler und -trainer
- Maik Heinemann (* 1971), deutscher Handballspieler
- Maik Herold (* 1982), deutscher Politikwissenschaftler
- Maik Heydeck (* 1965), deutscher Amateurboxer
- Maik Hosang (* 1961), deutscher Philosoph, Hochschullehrer, Zukunftsforscher und Sozialökologe
- Maik Kegel (* 1989), deutscher Fußballspieler
- Maik Keller (* 1972), deutscher Offizier
- Maik Kischko (* 1966), deutscher Fußballtorhüter
- Maik Klingert (* 1979), deutscher Sportler
- Maik Klokow (* 1965), deutscher Musical- und Theaterproduzent
- Maik Köhler (1976–2021), deutscher Kommunalpolitiker (CDU)
- Maik Kotsar (* 1996), estnischer Basketballspieler
- Maik Kowalleck (* 1974), deutscher Politiker (CDU), MdL
- Maik Krahl (* 1991), deutscher Jazzmusiker (Trompete, Komposition)
- Maik Krannig (* 1965), deutscher Radrennfahrer
- Maik Kuivenhoven (* 1988), niederländischer Dartspieler
- Maik Kunze (* 1977), deutscher Fußballspieler und Fußballtrainer
- Maik Lachmann (* 1979), deutscher Wirtschaftswissenschaftler und Hochschullehrer
- Maik Landsmann (* 1967), deutscher Radsportler
- Maik Langendorf (* 1972), deutsch-österreichischer Dartspieler
- Maik Lippert (* 1966), deutscher Schriftsteller
- Maik Löbbert (* 1958), deutscher Künstler
- Maik Machulla (* 1977), deutscher Handballspieler und -trainer
- Maik Makowka (* 1979), deutscher Handballspieler und -trainer
- Maik Mertens (* 1977), deutscher Basketballspieler
- Maik Meuser (* 1976), deutscher Journalist und Fernsehmoderator
- Maik Meyer (* 1970), deutscher Astronom
- Maik Möller (* 1971), deutscher Schauspieler, Kabarettist und Moderator
- Maik Nawrocki (* 2001), deutsch-polnischer Fußballspieler
- Maik Nöcker (* 1969), deutscher Moderator und Podcaster
- Maik Nothnagel (1966–2023), deutscher Politiker (Linke), MdL
- Maik Nowak (* 1964), deutscher Handballtrainer und -spieler
- Maik Odenthal (* 1992), deutscher Fußballspieler
- Maik Penn (* 1981), deutscher Politiker (CDU), MdA
- Maik Petzold (* 1978), deutscher Triathlet
- Maik Pohland (* 1963), deutscher Fußballspieler
- Maik Priebe (* 1977), deutscher Theater- und Filmregisseur
- Maik Reichel (* 1971), deutscher Politiker (SPD), MdB
- Maik Rogge (* 1985), deutscher Theater- und Filmschauspieler
- Maik Santos (* 1980), brasilianischer Handballspieler
- Maik Schneider (* 1987), deutscher Erzieher und Politiker (NPD)
- Maik Schott (* 1969), deutscher Jazzkeyboarder und Musikproduzent
- Maik Schulz (* 1968), deutscher Fußballspieler
- Maik T. Schurkus (* 1970), deutscher Autor
- Maik Schutzbach (* 1986), deutscher Fußballspieler
- Maik Solbach (* 1972), deutscher Schauspieler
- Maik Hendrik Sprotte (1964–2023), deutscher Japanologe
- Maik Stief (* 1972), deutscher Motorradrennfahrer
- Maik Taylor (* 1971), nordirischer Fußballspieler
- Maik Thiele, deutscher Jurist und Kommentator
- Maik Timmermann (* 1974), deutscher Musiker, Songwriter, Produzent und DJ
- Maik Twelsiek (* 1980), deutscher Triathlet
- Maik Wagefeld (* 1981), deutscher Fußballspieler
- Maik Walpurgis (* 1973), deutscher Fußballtrainer
- Maik Walpuski (* 1977), deutscher Lehrer und Professor für die Didaktik der Naturwissenschaften
- Maik Wendorf (* 1965), deutscher Fußballspieler
- Maik Wilde (* 1972), deutscher Fußballspieler
- Maik Wolf (* 1979), deutscher Rechtswissenschaftler und Hochschullehrer
- Maik Zirbes (* 1990), deutscher Basketballspieler
- Maik Łukowicz (* 1995), deutsch-polnischer Fußballspieler

Majk
- Majk Faust (* 1970), deutscher Basketballspieler
- Majk Johansen (1895–1937), ukrainischer Philologe, Schriftsteller und Literaturwissenschaftler
- Majk Spirit (Michal Dušička, * 1984), slowakischer Rapper

Meik
- Meik Ehlert (* 1971), deutscher Fußballspieler
- Meik Gerhards (* 1970), deutscher evangelischer Theologe
- Meik Tischler (* 1967), deutscher Fußballtrainer und Fußballspieler
- Meik Wiking (* 1978), dänischer Autor und Glücksforscher
- Meik Woyke (* 1972), deutscher Historiker
- Meik Zülsdorf-Kersting (* 1973), deutscher Geschichtsdidaktiker